# Северный (Воскресенский район)
Северный — поселок в составе Воздвиженского сельсовета в Воскресенском районе Нижегородской области.

## География
Находится на расстоянии примерно 27 километров по прямой на северо-восток от районного центра поселка  Воскресенское.

## История
Поселок основан в XX веке для обслуживания лесозаготовок. Население работало также  на узкоколейной железной дороге, ведущей к поселку Красный Яр, ликвидированной в 1990-е годы.

## Население
Постоянное население составляло 227 человека (русские 97%) в 2002 году, 183 в 2010 году .